# حزب سوسیال دموکرات (رواندا)
حزب سوسیال دموکرات حزبی سیاسی در کشور رواندا است. این حزب در آخرین انتخابات پارلمانی در ۳۰ سپتامبر ۲۰۰۳ موفق شد ۱۲.۳ درصد آرا را کسب کند و ۷ کرسی از ۵۳ کرسی مجلس را در اختیار دارد.